# Wanda Jackson
Wanda Jackson (Maud, Oklahoma, 20 d'octubre de 1937) és una cantant, compositora, pianista i guitarrista estatunidenca ja retirada, molt reeixida a mitjan dècada del 1950 i 1960 com una de les primeres cantants femenines populars de rockabilly, i una artista pionera del rock and roll. Se la coneix com la "Reina del Rockabilly" ("Queen of Rockabilly") o la "Primera dama del Rockabilly" ("First Lady of Rockabilly"). Va ser una de les atraccions principals a Las Vegas des de finals de la dècada del 1950 fins a la del 1970.
Jackson barrejava música country amb el ràpid rockabilly, sovint enregistrant-los en les cares oposades d'un disc. A mesura que la popularitat del rockabilly decreixia a mitjans dels anys seixanta, va passar a desenvolupar una carrera d'èxit en la música country més popular amb una sèrie d'èxits entre 1966 i 1973, com ara "Tears Will Be the Chaser for Your Wine", "A Woman Lives for Love" i "Fancy Satin Pillows". Va tenir un ressorgiment de popularitat a la dècada dels vuitanta entre els revivalistes rockabilly a Europa i els fans de l'americana, més joves. El 2009 va entrar a la Rock and Roll Hall of Fame en la categoria Early Influence.
El 27 de març de 2019 Jackson va anunciar la seva retirada oficial dels escenaris.

## Biografia

### Inicis
Jackson va néixer a Maud (Oklahoma), filla de Tom Robert Jackson i Nellie Vera Jackson, però ha viscut gran part de la seva vida a Oklahoma City. El seu pare, músic, es va traslladar amb la família a Bakersfield (Califòrnia) durant els anys quaranta, amb l'esperança de tenir-hi una vida millor. Dos anys després, va comprar a Jackson una guitarra i la va animar a tocar; també la va portar a veure actuacions de Spade Cooley, Tex Williams i Bob Wills, que van deixar en ella una impressió duradora. El 1948, quan tenia 11 anys, la família es va traslladar a Oklahoma. El 1956 va guanyar un concurs de talents, que va dur-la a tenir el seu propi programa de ràdio.
Jackson va començar la seva carrera professional mentre encara assistia a Capitol Hill High School a Oklahoma City després de ser descoberta per Hank Thompson el 1954, qui l'havia sentit cantar en una emissora de ràdio local, KLPR-AM, i la va convidar a actuar amb la seva banda, els Brazos Valley Boys. Va gravar algunes cançons al seu segell, Capitol Records, com ara "You Can't Have My Love", un duet amb el líder de banda de Thompson, Billy Gray. La cançó va ser llançada com a senzill el 1954 i va arribar al número 8 de la llista de country. Jackson va demanar a Capitol que la contractés, però va ser rebutjada pel productor Ken Nelson, que li va dir: "Les noies no venen discos". Jackson va acabar signant per Decca Records el 1954, amb setze anys.

### 1955–1959
Després de graduar-se a l'escola secundària, Jackson va començar a fer gires amb el seu pare com a mànager. Sovint compartia cartell amb Elvis Presley, qui la va animar a cantar rockabilly, i el 1955 van estar sortint breument mentre estaven de gira. Del 1955 al 1960 va formar part del repartiment habitual d'Ozark Jubilee, un programa d'ABC-TV d'actuacions de música country que es feia a Springfield (Missouri). El 1956 va signar amb Capitol, enregistrant diversos senzills que barrejant country amb rock and roll. "I Gotta Know" (1956), va assolir el número 15.
Els conjunts que duia Jackson als escenaris durant aquests anys sovint eren dissenyats per la seva mare. A diferència de la indumentària tradicional que portaven les cantants de música country de l'època, duia vestits amb serrells, talons alts i arracades llargues. Ha afirmat que va ser la primera dona a introduir el "glamour a la música country".
Va continuar enregistrant més senzills rockabilly durant aquella dècada amb el productor Ken Nelson. Jackson va insistir que Nelson fes sonar els seus discos com els dels seus companys de segell Gene Vincent i els Blue Caps, i Nelson va reunir nombrosos i experimentats músics, entre ells el pianista de rock and roll Merill Moore i el llavors desconegut Buck Owens. Amb un estil vocal únic i un material excel·lent, Jackson va crear part del rock and roll més influent de l'època.
A finals de la dècada del 1950, Jackson va gravar i publicar diverses cançons rockabilly, incloent "Hot Dog! That Made Him Mad", "Mean, Mean Man", "Fujiyama Mama" (que va arribar al número 1 al Japó) i "Honey Bop", tot i que les cançons van ser només èxits regionals. Al febrer i març de 1959 va fer una gira pel Japó.

### 1960–1964: reina del rockabilly
El 1960 Jackson va tenir un èxit pop al Top 40 amb "Let's Have a Party", una cançó que Presley havia gravat tres anys abans. Va estar al capdavant de concerts amb la seva pròpia banda, que va batejar com a "the Party Timers", i hi destacaven el pianista Big Al Downing i el guitarrista Roy Clark, pràcticament desconegut en aquell moment. La seva carrera musical al country també va començar a enlairar-se amb "Right or Wrong", escrit per ella mateixa i un número 9, i "In the Middle of a Heartache", que va assolir el número 6. Ambdós senzills també van tenir èxit en el Top 40.
L'èxit inesperat dels seus discos va portar Capitol a llançar diversos àlbums compostos pel seu material de la dècada del 1950, com ara Rockin' with Wanda (1960) i There is a Party Goin' On, que incloïa "Tongue Tied" i "Hard-Headed Woman". Els seus dos àlbums de 1961 i 1962, Right or Wrong i Wonderful Wanda, comptaven amb els seus dos èxits top ten de country del 1961. El 1963, Jackson va gravar un altre àlbum, Two Sides of Wanda, que incloïa música rock and roll i country, com ara una versió de "Whole Lotta Shakin' Goin' On", de Jerry Lee Lewis. L'àlbum va fer-li guanyar a Jackson la seva primera nominació al Grammy, a la millor interpretació vocal femenina de country.
L'any 1961 es va casar amb el programador informàtic Wendell Goodman, que li feia de mànager, i amb qui va tenir dues criatures.

### 1965–1979: country i gòspel
Cap al 1965, Jackson es va centrar més exclusivament en el country tradicional, ja que el rockabilly va disminuir en popularitat, i va tenir un seguit d'èxits del Top 40 durant els següents deu anys. El 1966 va llançar dos senzills que van assolir el Top 20 de country, "Tears Will Be the Chaser for Your Wine" i "The Box It Came In".
A principis del 1965, Jackson va ser convidada per Electrola, el soci alemany de distribució de Capitol, per a gravar en alemany. El seu single de debut en alemany, "Santo Domingo" (recolzat per "Morgen, ja morgen"), gravat als estudis d'Electrola a Colònia, va ser un gran èxit al país, assolint el número 5 de les llistes oficials alemanyes i l'1 de les llistes de Bravo, la revista d'adolescents més influent d'Alemanya. Durant els mesos que van seguir a l'èxit de Santo Domingo a les llistes, Jackson també va tornar a gravar algunes de les seves cançons alemanyes en neerlandès i en japonès. L'èxit de Santo Domingo va impulsar la gravació de vuit senzills més en alemany fins al 1968, que també van ser llançats en un àlbum, Made in Germany. El seu darrer senzill alemany va ser gravat el 1970.
El 1967 va gravar dos àlbums i va llançar una sèrie de senzills durant els anys següents, que sovint la reafirmaven com a personatge ardent i violent, fins i tot "My Big Iron Skillet" (1969), un èxit del Top 20 que amenaçava amb la mort o un atac per enganyar un cònjuge. Els anys 1970 i 1971 va tenir els seus últims Top 20 de country amb "A Woman Lives for Love" (la seva segona nominació al Grammy) i "Fancy Satin Pillows". Va seguir el lideratge de Kitty Wells com a segona vocalista femenina de country en tenir el seu propi propi programa de televisió sindicat, Music Village, del 1967 al 1968.
Al començament de la dècada del 1970, a petició dels seus fills, Jackson i el seu marit van començar a assistir regularment a l'església i es van convertir en cristians, fet que, segons va dir, va salvar el seu matrimoni. Llavors va començar a enregistrar cançons i àlbums de gòspel, com ara Praise the Lord (Capitol, 1972). Després que el segell l'acomiadés va gravar diversos àlbums per a petites discogràfiques religioses i va crear tours a esglésies evangèliques per tot el país amb el seu marit. Jackson volia enregistrar una barreja de música country i gòspel als seus àlbums, però tanmateix, els segells religiosos no hi estaven interessats.

### 1980–1999: retorn al rockabilly
A principis dels anys vuitanta Jackson va ser convidada a Europa a tocar i gravar material rockabilly quan els revivalistes la van buscar, i durant aquella dècada va anar de gira regularment per Escandinàvia, Anglaterra i Alemanya durant aquella dècada. Abraçant ara la seva història de rock and roll, Jackson va llançar l'àlbum Rockabilly Fever el 1984 (posteriorment editat per Rounder Records com a Rock N' Roll Your Blues Away el 1986), el seu primer àlbum profà en una dècada i el seu primer enregistrament de música rock en més de vint anys.
Cyndi Lauper va reconèixer que les gravacions clàssiques de rockabilly de Jackson van ser una influència i una inspiració importants per a ella durant aquest període, i entre els fans de Jackson també hi havia una nova generació de vocalistes femenines de música country, entre elles Rosanne Cash, Pam Tillis, Jann Browne i Rosie Flores. Jackson va gravar un duet amb Browne en un àlbum d'aquesta última el 1987, i el 1995 va cantar dos duets amb Flores al seu àlbum Rockabilly Filly, i després va iniciar una gira pels Estats Units amb ella, la seva primera gira estatunidenca des de la dècada del 1970.

### 2000–present

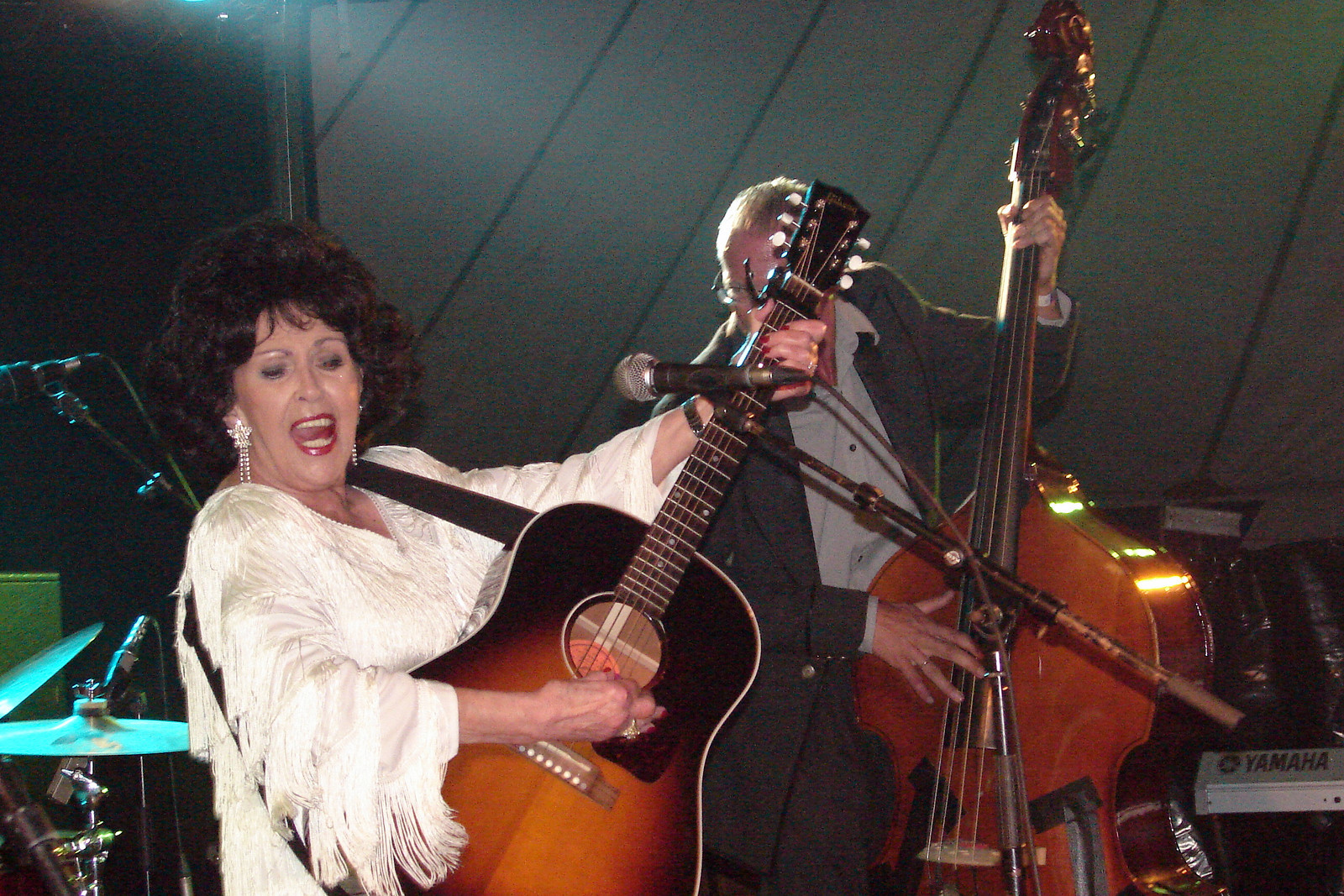
Wanda Jackson actuant al Festival de Sjock (Bèlgica) el 2008.

L'any 2001, ja entrada en la seixantena i continuant fent gires, va actuar al Festival Rockabilly de Jackson (Tennessee) amb The Cadillac Angels. Dos anys més tard va llançar el seu primer àlbum d'estudi des de 1987, Heart Trouble, amb CMH Records; el disc incloïa les aparicions de convidats com Elvis Costello, The Cramps i Rosie Flores. Va tornar a Anglaterra el 28 d'octubre de 2008 per actuar al Rock 'n' Roll Festival de Londres amb Jerry Lee Lewis i Linda Gail Lewis al fòrum de la capital, l'O2 Forum Kentish Town.
El 2009 es va unir a Jack White per gravar The Party Ain't Over. L'àlbum, publicat el 2011, va marcar la primera aparició de Jackson a les llistes de LPs de Billboard Hot 200, al número 58. L'àlbum també va batre el rècord de Mae West de ser la vocalista de més edat a entrar al rànquing amb el seu àlbum Way Out West (1966): Jackson, amb 73 anys, era només un més gran que West aleshores. Per promoure el seu nou àlbum va actuar amb White tant al Late Show with David Letterman com a Conan.
Jackson va aparèixer a l'espectacle de la BBC Hootenanny a finals de 2010, interpretant la seva versió de "Let's Have a Party" i una cover de la cançó d'Amy Winehouse "You Know I'm No Good" amb Jools Holland i la seva orquestra. L'any següent, després de la mort de Winehouse, va participar en una actuació d'homenatge a aquesta amb Sharon Jones & the Dap-Kings al VH1 Divas Live 2011.
El 2012 va llançar el seu trenta-primer àlbum d'estudi Unfinished Business amb Sugar Hill Records. L'àlbum es remunta a les seves arrels rockabilly i country, i va ser produït pel cantautor d'americana Justin Townes Earle, i es va convertir en el primer de Jackson en 39 anys a formar part de la llista de LPs de Billboard Hot Country.
El 14 de novembre de 2017 es va publicar l'autobiografia de Jackson, titulada Every Night is Saturday Night: A Country Girl's Journey to the Rock and Roll Hall of Fame, editada per BMG Music i coescrita amb Scott Bomar, amb pròleg d'Elvis Costello. El llançament es va celebrar amb una festa oficial, signatura de llibres i actuació al Museu Grammy, a Los Angeles, i un esdeveniment de celebració al Country Music Hall of Fame, a Nashville. Aquell mateix any va morir el seu marit i mànager, Wendell Goodman.
Amb l'anunci de la seva retirada dels escenaris a principis de 2019 per motius de salut i seguretat, l'equip de Jackson també va confirmar que la cancel·lació de les aparicions que ja tenia programades en dos esdeveniments propers: el Viva Las Vegas Rockabilly Weekend i el Nashville Boogie Vintage Weekender. Posteriorment, en unes declaracions des de la seva llar a Oklahoma City, on vivia des de la dècada del 2000, Jackson va revelar en una entrevista a Rolling Stone que un accident vascular no revelat anteriorment, ocorregut l'agost de 2018, va ser parcialment la causa de la seva decisió. Tot i així, va reiterar que estava en procés de gravar un nou àlbum, produït per Joan Jett, que esperava completar al llarg de l'any.

## Discografia principal
| Àlbums d'estudi - Wanda Jackson (1958, Capitol Records) - There's a Party Goin' On (1961, Capitol Records) - Right or Wrong (1961, Capitol Records) - Wonderful Wanda (1962, Capitol Records) - Love Me Forever (1963, Capitol Records) - Two Sides of Wanda (1964, Capitol Records) - Blues in My Heart (1965, Capitol Records) - Wanda Jackson Sings Country Songs (1965, Capitol Records) - Wanda Jackson Salutes the Country Music Hall of Fame (1966, Capitol Records) - Reckless Love Affair (1967, Capitol Records) - You'll Always Have My Love (1967, Capitol Records) - Cream of the Crop (1968, Capitol Records) - The Many Moods of Wanda Jackson (1968, Capitol Records) - The Happy Side of Wanda (1969, Capitol Records) - Wanda Jackson Country (1970, Capitol Records) - A Woman Lives for Love (1970, Capitol Records) - I've Gotta Sing (1971, Capitol Records) - Praise the Lord (1972, Capitol Records) - I Wouldn't Want You Any Other Way (1972, Capitol Records) - Country Gospel (1973, Word Records) | - Country Keepsakes (1973, Capitol Records) - When It's Time to Fall in Love Again (1974, Myrrh Records) - Now I Have Everything (1975, Myrrh Records) - Make Me Like a Child Again (1976, Myrrh Records) - I'll Still Love You (1976, DJM Records) - Closer to Jesus (1977, Word Records) - Good Times (1980, Deep Sea Music) - Show Me the Way to Calvary (1981, Christian World) - Let's Have a Party (1982, K-tel Entertainment) - Rockabilly Fever (1984, Tab Records) - Teach Me to Love (1984, Vine Records) - My Kind of Gospel (1984, Christian World/Tab Records) - Classic Country (1988, Amethyst Records) - Encore (1988, Amethyst Records) - Don't Worry – Be Happy (1989, Amethyst Records) - Goin' on with My Jesus (1991, Amethyst Records) - Generations (Of Gospel Music) (1993, Amethyst Records) - Heart Trouble (2003, CMH Records) - I Remember Elvis (2006, Goldenlane Records) - The Party Ain't Over (2011, Third Man Records) - Unfinished Business (2012, Sugar Hill Records) | Col·laboracions - Let's Have a Party in Prague (1987, Supraphon) – amb Karel Zich - Let's Have a Party (1995, Success Records) – amb the Alligators - The Queen of Rockabilly (1996, Elap Records) – amb the Alligators - Rock and Roll-Ra Hívlak! (1992, Proton) – amb Dolly Roll Internacionals - Made in Germany (1967, Capitol Records) En viu - In Person, Recorded Live at Mr. Lucky's (1969, Capitol Records) - Live in Scandinavia (1989, Tab Records) - Live and Still Kickin' (2003, DCD Media) - Wanda Live! at Third Man Records (2011, Third Man Records) |

## Guardons i reconeixement

### Guardons

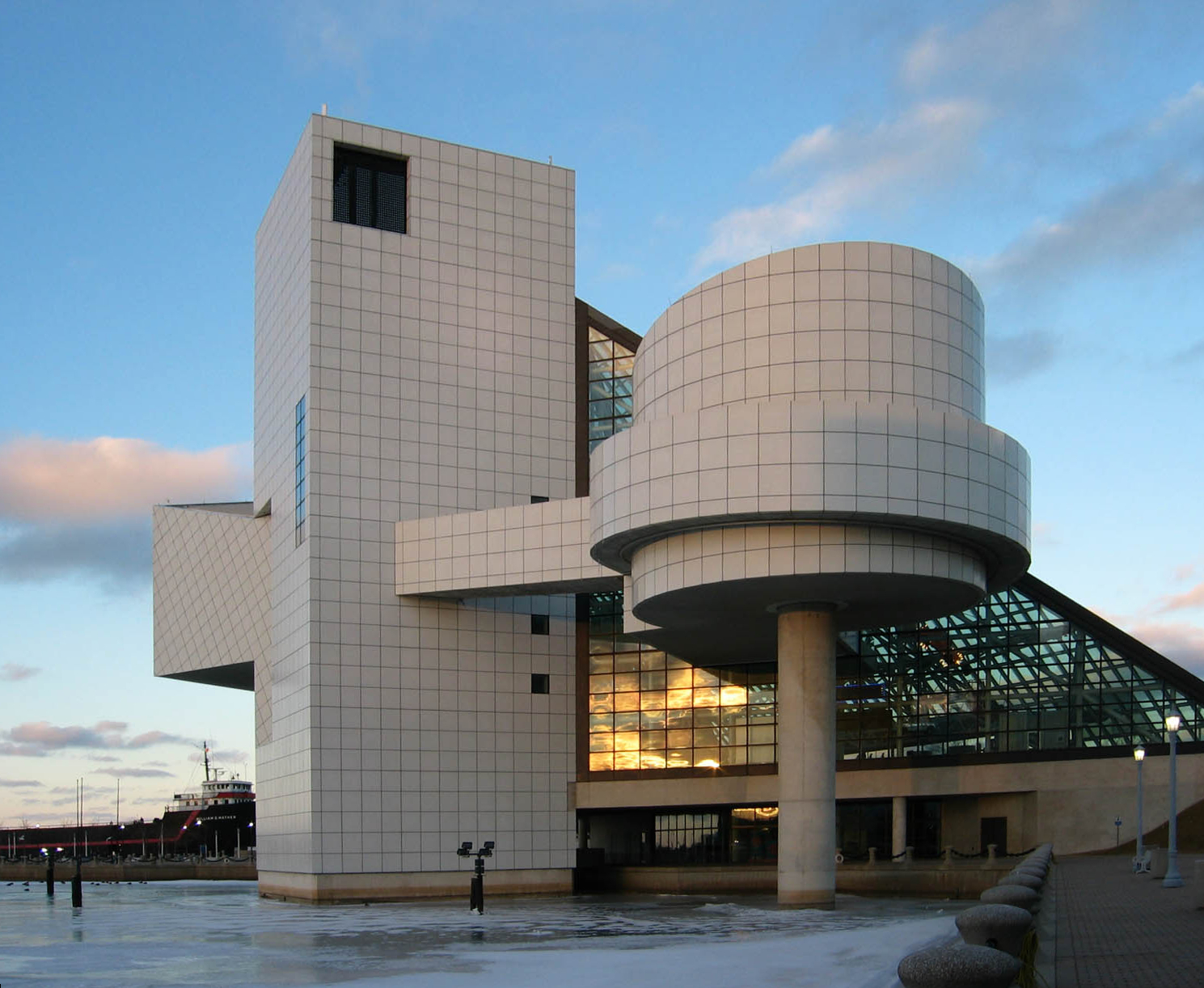
El Rock and Roll Hall of Fame.

- 1956: votada millor cantant femenina novell per la revista Jamboree.[33]
- 1958: millor cantant femenina de country & western per la revista Trail, i millor cantant novell per la revista Disc Jockey.[33]
- 1990: membre de l'International Gospel Hall of Fame.[33]
- 1992: membre del Rockabilly Hall of Fame,[33][34]
- 1994: membre de l'Oklahoma Country Music Hall of Fame.[33]
- 1998: Filla Nativa d'Oklahoma.[33]
- 1999: membre de l'International Rock-A-Billy Hall of Fame.[33]
- 2000: membre de l'Oklahoma Music Hall of Fame.[35]
- 2005: receptora del National Heritage Fellowship, atorgat pel National Endowment for the Arts.[36]
- 2009: membre del Rock and Roll Hall of Fame, en la categoria Early Influence.[6]
- 2010: Lifetime Achievement Award for Performance als Americana Music Honors & Awards, que atorga l'Americana Music Association.[37]
- 2013: membre de l'Iowa Rock and Roll Music Association Hall of Fame, en la categoria "Women Who Rock".[38]
- 2014: membre de l'Oklahoma Hall of Fame.[39]
- 2016: premi Founder of the Sound, als premis Ameripolitan Music.[40]

### Nominacions
- 1964: Best Country & Western Vocal Performance - Female per l'àlbum Two Sides of Wanda[19]
- 1970: Best Country Vocal Performance, Female per la cançó "A Woman Lives for Love"[19]
- 2005: Rock and Roll Hall of Fame[41]
- 2008: Rock and Roll Hall of Fame[42]